# Labroides

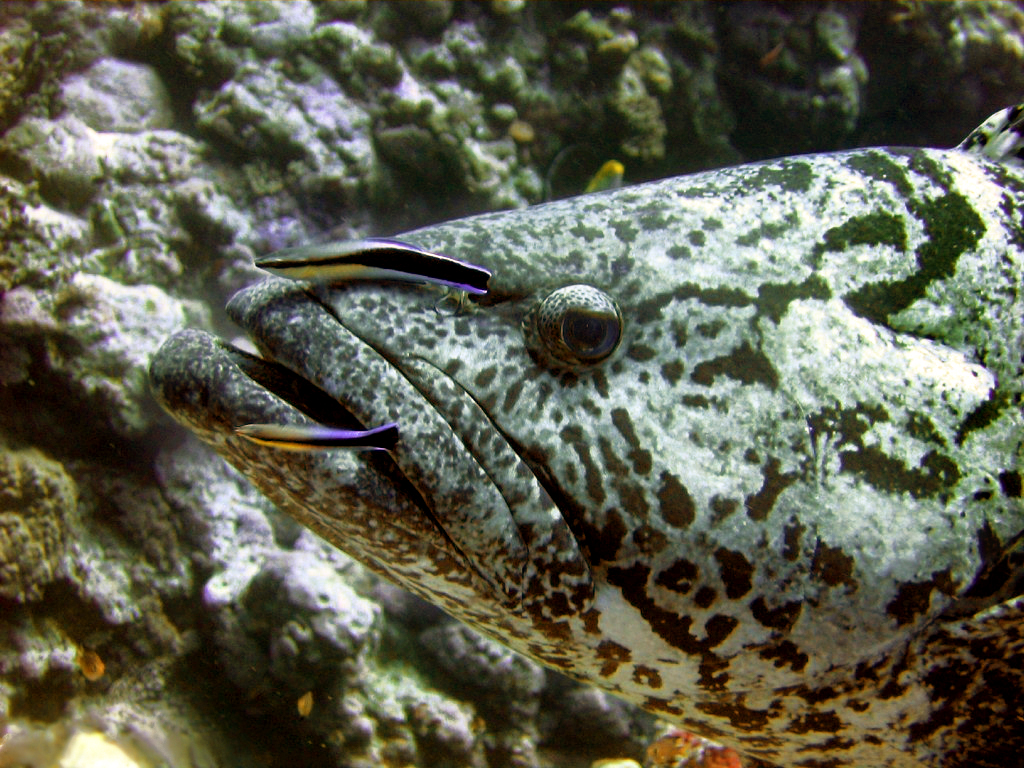
Un par de Labroides dimidiatus limpiando un Epinephelus tukula

Labroides  es un género de peces de la familia de los Labridae y del orden de los Perciformes.

## Especies
De acuerdo con FishBase:
- Labroides bicolor Fowler y Bean, 1928
- Labroides dimidiatus (Valenciennes en Cuvier y Valenciennes, 1839)
- Labroides pectoralis Randall y Springer, 1975
- Labroides phthirophagus Randall, 1958
- Labroides rubrolabiatus Randall, 1958